# Aprovizace

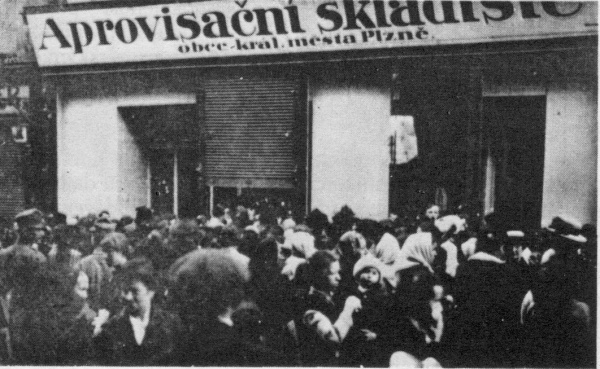
Aprovisační skladiště v Plzni.

Aprovizace označovala v českých zemích za první světové války (a v dalších částech Rakousko-Uherska) nouzové zásobování potravinami (a případně dalším zbožím[zdroj?]) pro civilní obyvatelstvo. Název odkazoval na válečné zásobování a byl převzat z německého approvisation, kde označovalo zajišťování zásob armády. Původně logistický termín zlidověl během války.

## Historický vývoj
Důvodem zřízení aprovizace byly problémy s trhem s potravinami již na začátku války; nejprve rostly ceny jídla a zároveň klesaly příjmy domácností. I přesto mizelo jídlo z obchodů zcela a lidé si nemohli vůbec žádné pořídit i když ještě měli peníze. Problém se proto pokoušely vyřešit samosprávy i stát. Byla vydána řada tzv. aprovizačních nařízení, které se dotýkala především způsobu výroby potravin tak, aby bylo možné upřednostnit kvantitu před kvalitou. Města a obce mohly vyvlastňovat zásoby potravin pro účely další redistribuce. V rámci samospráv byly ustanovovány aprovizační komise. Již v srpnu 1914 byly ustanovovány tzv. aprovizační kanceláře, které měly řídit síť aprovizačních skladišť umístěných v různých městech. Výdej potravin obyvatelstvu z nich byl potom realizován pomocí přídělového systému. Ten byl v průběhu války zaváděn postupně na veškeré potraviny denní potřeby. Od 11. dubna 1915 byl např. chléb na příděl prostřednictvím tzv. chlebenek a později i další potraviny. Skladiště byla zřizována ve všech větších městech. Aprovizační skladiště se nacházelo např. i v zasedacím sálu současné Poslanecké sněmovně PČR.
Vzhledem k postupně se snižujícím přídělům potravin docházelo především v letech 1917 a 1918 před jednotlivými skladišti k různým střetům, protestům, demonstracím a potyčkám. Centrální systém většinou kolaboval; úřady na rakousko-uherské úrovni, které měly zajistit odpovídající distribuci potravin, neměly dostatečné pravomoci, jednotlivé části monarchie si konkurovaly mezi sebou a mezi lidmi se šířily zvěsti o tom, kde jídlo je a kde není. Jak postupně válka stále více monarchii vyčerpávala, tak propukaly hladové bouře a další neklid se stále vzrůstající intenzitou. Terči útoku se stávaly i kanceláře, odkud byla aprovizační skladiště řízena. Lidé byli nuceni stát dlouhé hodiny ve frontách, mnohdy je zastupovaly děti.
Převzetí aprovizačního systému bylo uskutečněno hned po vzniku Československa dne 28. října 1918.